# Museo Arqueológico de Leros
El Museo Arqueológico de Leros es uno de los museos de Grecia. Está ubicado en la localidad de Agia Marina, en Leros, una isla del Dodecaneso. Se encuentra en un edificio construido en 1882 que inicialmente tenía una función de escuela. 

## Colecciones
Las colecciones del museo incluyen objetos de diversas épocas como inscripciones, estelas funerarias, relieves, monedas y mosaicos. Está dividida en cuatro secciones temáticas: una sección prehistórica, otra dedicada a la evolución de la isla durante la Antigüedad y en particular a su relación con la ciudad de Mileto; otra dedicada a la época de los primitivos cristianos y otra centrada en la Edad Media. Entre los objetos que alberga esta última sección se encuentran los que proceden del castro de Pandeli.
Es destacable un relieve que representa a un anciano con un bastón, de la época clásica.